# Physopyxis
Physopyxis is een geslacht van straalvinnige vissen uit de familie van de doornmeervallen (Doradidae).

## Soorten
- Physopyxis ananas Sousa & Rapp Py-Daniel, 2005
- Physopyxis cristata Sousa & Rapp Py-Daniel, 2005
- Physopyxis lyra Cope, 1872